# Anghel Andreescu
Anghel Andreescu (n. 5 septembrie 1950, satul Valea Iașului, județul Argeș) este un chestor român de poliție în rezervă, care a îndeplinit funcția de secretar de stat, șeful Departamentului Ordine și Siguranță Publică din Ministerul Administrației și Internelor (2005-2009) și director al Serviciului de Protecție și Pază (SPP) (4 mai 1998 - 21 ianuarie 1999) și apoi pe cea de comandant al Jandarmeriei Române (1999-2001).

## Biografie
Anghel Andreescu s-a născut la data de 5 septembrie 1950, în satul Valea Iașului (județul Argeș). După absolvirea cursurilor Liceului “Vlaicu Vodă” din Curtea de Argeș, a urmat studii la Școala de ofițeri activi a Ministerului Afacerilor Interne, arma miliție (1972-1975), apoi la Facultatea de Drept din București (1972-1977) și la Facultatea Arme Întrunite din cadrul Academiei de Înalte Studii Militare din București (1982-1984).
A absolvit ulterior un curs postuniversitar de drept penal la Facultatea de drept a Universității București, obținând în anul 1995 titlul științific de doctor în științe militare.
După absolvirea Școlii de ofițeri în anul 1975, a lucrat în cadrul Ministerului Afacerilor Interne, îndeplinind funcțiile de comandant companie și batalion elevi la Școala de Subofițeri de Miliție din Slatina - astăzi Centrul de Formare și Perfecționare a Pregătirii Agenților de Miliție "Nicolae Golescu" din Slatina (1975-1982). Perfecționându-și pregătirea la Academia Militară, revine în anul 1984 la același centru, ocupând pe rând posturile de ofițer specialist III, șef de catedră și șef de stat major.
Între anii 1990-1997 a fost șef de stat major la Centrul de Studii Postuniversitare al Ministerului Administrației și Internelor. La data de 3 ianuarie 1997, după ce a absolvit cursul postuniversitar de științe penale și a obținut titlul de doctor în științe militare, a fost numit comandant al Brigăzii 11 Mobile de Jandarmi București. Colonelul Anghel Andreescu a fost avansat la gradul de general de brigadă la 27 noiembrie 1997 .
La data de 4 mai 1998, generalul de brigadă Anghel Andreescu a fost numit în funcția de director al Serviciului de Protecție și Pază (SPP) . A fost eliberat din această funcție prin decret prezidențial la 21 ianuarie 1999 .
În timpul Mineriadei din ianuarie 1999, deoarece generalul Stan Stângaciu nu reușise să elaboreze un plan de acțiune care să oprească la Costești înaintarea minerilor lui Miron Cozma, generalul de brigadă Anghel Andreescu a fost numit în funcția de comandant al Jandarmeriei Române (1999-2001) pentru a gestiona acest moment de criză. Astfel, el a devenit cunoscut prin faptul că a reușit sa blocheze marșul minerilor spre București, în confruntarea de la Stoenești . 
În perioada cât a condus Jandarmeria Română, a fost înaintat la gradele de general de divizie la 1 decembrie 1999  și  general de corp de armată la 25 octombrie 2000 .
După venirea PSD-ului la putere, generalul de corp de armată Anghel Andreescu a fost numit director la Centrul de Studii Postuniversitare al Ministerului Administrației și Internelor (2001-2005). Odată cu demilitarizarea poliției prin intrarea în vigoare a Statutului polițistului, gradul militar de general de corp de armată a fost echivalat cu gradul profesional de chestor-șef de poliție.
La data de 20 ianuarie 2005, chestorul-șef de poliție Anghel Andreescu a fost numit în funcția de secretar de stat, șeful Departamentului Ordine și Siguranță Publică din Ministerul Administrației și Internelor. I s-a acordat gradul profesional de chestor general de poliție la 31 ianuarie 2006 .În data de 18 martie 2009 i-au încetat raporturile de serviciu cu MAI.
Chestorul general de poliție Anghel Andreescu este profesor asociat la Colegiul de Stat Major de pe lângă Academia de Înalte Studii Militare și profesor universitar la Academia de Poliție “A. I. Cuza” din București. A fost ales ca membru al Academiei Oamenilor de Știință din România.
Pentru activitatea desfășurată a primit înalte distincții, precum: Ordinul Pentru Merit - Franța (1999); Ordinul "Steaua României" în grad de Mare Ofițer (2000); Crucea Patriarhală (2000). Începând din anul 2008 este membru in cadrul Consiliului de Onoare al Ordinului Național “Steaua României”.
Chestorul general de poliție Anghel Andreescu este căsătorit și are doi copii. De asemenea, este și nașul de cununie al actualului Director al SPP, Lucian Pahonțu.

## Specialist militar
În perioada cât a condus Jandarmeria Română, generalul Andreescu a semnat un număr de 16 „Protocoale de colaborare” cu Pierre Steinmetz, director general al Jandarmeriei Franceze, cu generalul de divizie Oskar Strohmeyer, comandantul central al Jandarmeriei Federale a Republicii Austria, și cu Sergio Siracuza, comandantul Carabinierilor din Italia.
S-a remarcat ca specialist în strategie și tactică militară, fiind conducator de doctorat și autor a 38 de cărți și a 271 articole, publicate în reviste de specialitate. Este autor al unor lucrări de referință, precum: Acțiunile terorist–diversioniste și implicațiile acestora asupra Securității Naționale a României (1996), Siguranța Națională și Ordinea Publică (2002), Geneza Terorii (2007), Organizații Teroriste (2007), Jihadul Islamic (2008), dar și al studiilor: Epistemologia Terorii: De la Simțul Divinității la Războiul Sfânt; Geneza și Paradigmele Terorii. De la Hezbollah - Partidul lui Dumnezeu la Al Qaida – Albă.
El manifestă preocupări constante pentru cunoașterea semnificațiilor ce revin unor teme majore, marcate de Strategia Națională de Securitate a României și de Islam, care nu poate fi asociat cu Terorismul Islamic. Din anul 2007 este directorul Programului de master „Managementul Combaterii Terorismului și a Criminalității Transfrontaliere” din cadrul Facultății de Științe Politice, Relații Internaționale și Studii Europene a Universității „Lucian Blaga” din Sibiu.
În calitate de profesor universitar, chestorul Anghel Andreescu susține cursuri la Colegiul Național de Apărare, Colegiul de Informații pentru Apărare, Colegiul de Management al Crizelor și Operații Multinaționale, Academia de Poliție „Alexandru Ioan Cuza”. Din anul 2008 coordonează, în calitate de director de Proiect, cercetarea „Managementul terorii - psihologia kamikaze”, realizată de M.I.R.A. și Universitatea Națională de Apărare „Carol I”, Catedra Forțe Terestre.

## Lucrări publicate
Chestorul general Anghel Andreescu este autorul și coordonatorul a peste 38 de cărți, prima dintre ele fiindu-i publicată în anul 1996. După cum declară el, "am abordat mai multe teme – terorism, ordine publică și destul de multe pe linie de strategie și tactică militară. La ultima carte, «Managementul stresului profesional», am fost coordonator" . Majoritatea lucrărilor au fost scrise în colaborare cu comisar șef, conf.univ.dr. Nicolae Radu, consilier in cadrul MIRA.

### Cărți
Dintre lucrările publicate de Anghel Andreescu menționăm următoarele:
- Acțiunile terorist–diversioniste și implicațiile acestora asupra Securității Naționale a României (1996)
- Noțiuni ale managementului din Ministerul de Interne (Ed. Ministerului de Interne, București, 1999) - coautor
- Istoria Jandarmeriei Române (Ed. Ministerului de Interne, București, 2000) - coordonator
- Siguranța națională și ordinea publică 1859 – 2000 (Ed. Artprint, București, 2002) - coautor
- Tehnici de autoapărare - manual necesar lucrătorilor din sistemul național de apărare (Ed. Lumina Lex, 2003)
- Terorismul internațional - flagel al lumii contemporane (Ed. MAI, București, 2003)
- Managementul stresului profesional – ghid pentru personalul din domeniul ordinii și siguranței publice (Ed. M.A.I., 2005) - coordonator
- Organizațiile teroriste (Ed. Artprint București, 2007) - coautor
- Terorismul, analiză psihologică
- Ordinea publică, componentă a securității naționale
- Tehnici de comunicare
- Strategia apărării totale, prezent și viitor
- Ordinea publică în unele state ale lumii
- Psihopedagogia militară
- Geneza Terorii. Măsuri corelative antiteroriste (Ed. ARTPRINT, București, 2007) - coautor
- Organizații teroriste. Conceptualizarea terorii vs securitatea europeană (Ed. ARTPRINT, București, 2007) - coautor
- Jihadul Islamic (Ed. MIRA, București, 2008) - coautor

## Studii și cercetări
- Profilul specializat al luptatorului antiterorist, în “Buletinul Informativ - Intranet”, M.A.I, nr.6/2006;
- Terrorism From The Big Encyclopedia of Jihad to Hamas Covenant and The White Qaeda, în “Romanian Military Thinking”, ianuary - march, vol 1, 2007;
- Modele și strategii de selectie în evaluarea psihologică a personalului destinat misiunilor speciale, în “Buletin Documentar”, MIRA, Centrul de Studii Postuniversitare (CSP), nr. 1/2007;
- Rețeaua terorii. De la Septembrie Negru la Al Qaida Albă, în “Gandirea Militară Românească”, martie - aprilie, vol.2, 2007;
- The voice of terror between Islamic Law and Civilization Consciousness, în “Romanian Military Thinking”, april - mai, vol 2, 2007;
- Avizarea periodică a personalului, în “Buletinul Informativ - Intranet“, M.I.R.A., nr.1/2007; de văzut și în “Buletin Documentar”, M.I.R.A., Centrul de Studii Postuniversitare (CSP), nr.1/2007;
- Brandul Al - Qaida, mass - media și organizațiile teroriste, în “Terorismul Azi”, vol IX- XIII, iunie - septembrie, an II, 2007;
- Gestionarea situațiilor de stres în activitatea serviciilor speciale, în vol. “Managementul stresului”, vol. III (Ed. Ministerului Internelor și Reformei Administrative, 2007)
- Rețeaua terorii - tendințe de transformare, în “Spirit Militar Modern”, Trustul de Presa al Armatei, Ministerul Apărării, nr. 2/ 2007;
- Invitație la cunoaștere - Prefață, în vol. lui C. Delcea - “Terorismul, relația de simbioza dintre terorism și mass - media” (Ed. ASCT, Cluj- Napoca, 2007).
- O noua ecuație de securitate: mass media și terorismul (I), în revista “Frontiera”, Ministerul Internelor și Reformei Administrative, IGPFR, nr. 6/ 7, 2007
- Nucleele teroriste din România – îndrumate de șefii lor “să adopte poziții rezervate”, în ziarul “Gândul”, nr. 675, 16 iulie 2007;
- Terorismul european și crima organizată, în revista “Frontiera de Vest”, nr.3, 24 iulie 2007;
- Organizațiile teroriste dețin în România un potențial virtual de afirmare, în “TIMPOLIS”, an XVII, 19-22 iulie 2007;
- Securitatea națională și Ecuația globalizării, în “Gandirea Militară Românească”, martie - aprilie, vol.3, 2007;
- Criminalitatea organizată impulsionată după deschiderea frontierelor, în “TIMPOLIS”, 19–22 iulie 2007;
- De la Magia sângelui la Psihologia teroristului, în “TIMPOLIS”, an XVII, nr. 1371, 9-12 august 2007;
- TE-SAT 2007 and Organized Crime, în “Romanian Military Thinking”, noiembrie, vol 3, 2007;
- Terorismul mileniului III – reconfigurarea rețelelor, în “TIMPOLIS”, an XVII, nr. 1374, 30 august - 2 septembrie 2007;
- Este posibilă islamizarea Europei?, în “TIMPOLIS”, an XVII, nr. 1379, 6-9 septembrie 2007;
- Vocea Terorii – 9/11 septembrie 2001- 11 septembrie 2007, în “Terorismul Azi”, vol IX- XIII, iunie - septembrie, an II, 2007;
- Epistemologia Terorii: De la simțul divinității la războiul sfânt, în vol. “Contraterorism și securitate internatională” (Ed. A.N.I, S.R.I., 2007);
- În noul mileniu și pentru România vulnerabilitățile sunt mai numeroase, Interviu - chestor general dr. Anghel Andreescu, în “TIMPOLIS”, an XVII, nr. 1383, 13-15 septembrie 2007;
- Pirații cibernetici, în “TIMPOLIS”, an XVII, 4-7 octombrie 2007;
- "Niciun stat nu-și poate asigura securitatea fără aliați", în “TIMPOLIS”, an XVII, 15–17 octombrie 2007;
- O nouă ecuație de securitate: mass media și terorismul (II), în revista “Frontiera”, Ministerul Internelor și Reformei Administrative, I.G.P.F.R., nr. 8, 2007:
- Brandul Al - Qaida și terorismul, în “TIMPOLIS”, an XVII, 25-27 octombrie 2007;
- Geneza și paradigmele terorii. De la Hizballah - „Partidul lui Dumnezeu” la Al Qaida – Albă, în “Terorismul Azi”, vol., an II, 2007;
- Teroriști autodidacți, în “TIMPOLIS”, an XVII, 25- 27 octombrie 2007;
- O nouă ecuație de securitate: mass media și terorismul (III), în revista “Frontiera”, Ministerul Internelor și Reformei Administrative, I.G.P.F.R., nr. 9, 2007;
- Noii „cruciați” și „UMMA ISLAMIA” - lupta împotriva necredincioșilor, în “TIMPOLIS”, an XVII, 8-11 noiembrie 2007;
- Radiografia Islamului. Fundamentalismul islamic reprezintă o amenințare la adresa păcii mondiale?, în revista “Forțele Terestre”, Ministerul Apărării, Statul Major al Forțelor Terestre, nr. 1, 2008;
- Terorismul în ceasul al 12-lea fără câteva minute!, I- IV, în revista “Frontiera”, Ministerul Internelor și Reformei Administrative, IGPFR, nr. 2/5, 2008;
- Terorismul la frontiera dintre Vestul și Estul Uniunii Europene, în “TIMPOLIS”, an XVIII, ianuarie 2008;
- Reconfigurarea rețelelor. Terorismul - securitatea națională și “ecuația globalizării”, în „Buletin Documentar”, nr. 1, MIRA, Centrul de Studii postuniversitare, București, 2008
- Epistemologia terorii. De la simțul divinității la războiul sfânt, în vol. „Contraterorism și securitatea internațională” (Ed. Top. Form, București, 2008).
- Organizațiile teroriste internaționale – raportul dintre prevenire și gestionarea consecințelor, în vol. „Management Organizațional” (Ed. Polirom, Iași, 2008);
- "În lupta împotriva terorii suntem în ceasul al 12-lea fără câteva minute!" în “TIMPOLIS”, an XVIII, 17 – 20 ianuarie 2008;
- Terorismul la frontiera dintre Vestul și Estul Uniunii Europene, în “TIMPOLIS”, an XVIII, ianuarie 2008;
- "Europa - la fel ca SUA - va rămâne ținta unor atacuri teroriste", în “TIMPOLIS”, an XVIII, ianuarie 2008;
- Mass – media și tabuul violenței, în “PARADIGME”, vol. 2, Timișoara;
- Competiții pentru recrutarea spionilor informatici, în “TIMPOLIS”, an XVIII, iunie 2008;
- Vocea califatului – De la emoție la conștiința online a teroristului, în “Terorismul Azi”, Vol II, iunie 2008;
- Jihad pe Internet, în “Intelligence”, august 2008;
- Religia păcii vs combativitatea musulmanului, în “Impact strategic” (Universitatea Națională de Apărare “Carol I”, București, 2008).

### Sesiuni de comunicări științifice
- Andreescu, A.; Radu, N.  - Modele și strategii de selecție în evaluarea psihologică a personalului destinat misiunilor speciale, în “Sesiunea de Comunicări Științifice”, M.I.R.A., Jandarmeria Română, 28 noiembrie 2006.
- Andreescu, A.; Radu, N.  - Profilul specializat 16 PF5 al luptătorului destinat misiunilor speciale (M.I.R.A.; S.P.P.), în “Conferința de Psihologie Militară” (PSIHOMIL), Ministerul Apărarii, 31 mai 2007; a se vedea și în vol. “Asistența Psihologică în Organizațiile Militare” (Ed. Universității Naționale de Apărare “Carol I”, București, 2007), p. 205–219.
- Andreescu, A.; Radu, N.  - Avizarea periodică a personalului destinat misiunilor speciale (M.I.R.A.; S.P.P.), în “Congresul Internațional de Psihologie”, Universitatea “Lucian Blaga”, Sibiu, 8-11 iunie 2007; de văzut și vol. Cercetarea Psihologică Modernă. Direcții și Perspective (PSIHOMEDIA, Sibiu, 2007).
- Andreescu, A.; Radu, N.  - Terorismul european (TE – SAT 2007) și crima organizată, în Simpozionul “Gestionarea situațiilor critice – vulnerabilități și riscuri”, 11 iulie 2007, M.I.R.A., revista “Geopolitica”.
- Andreescu, A.; Radu, N.  - Profilul antiterorist specializat (Spectrum CPI 260 TM/ RO), în Conferința Psihologie – M.I.R.A., Centrul de Studii Postuniversitare (C.S.P), 28 octombrie 2007.
- Andreescu, A. - Prevenirea și combaterea riscurilor biologice. Alocuțiune, în “Seminarul internațional privind abordările regionale și dezvoltarea cooperării pentru pregătirea și apărarea împotriva bioterorismului”, București, octombrie 2007.
- Andreescu, A. - Forțele polițienești în context european. Alocuțiune, în “Simpozion - Uniunea Europeană”, București, octombrie 2007.
- Andreescu, A. - Conceptul de securitate și Uniunea Europeană, în “Conferința internațională anuală organizată de agenda de Securitate & Aparare”, Bruxelles, 18 octombrie 2007.
- Andreescu, A.; Radu, N.  - Interferența terorii și psihologia Kamikaze, în „Conferința Internațională – Dezvoltare Regională și Multiculturalitate în Uniunea Europeană”, Universitatea «Dimitrie Cantemir», Târgu Mureș, 26/27 octombrie 2007.
- Andreescu, A. - Terorismul la frontiera de est a Uniunii Europene, în “Conferința internațională”, Universitatea TRE, Roma, 24-27 octombrie 2007.
- Andreescu, A. - Declarație comună, în „Cea de a 6–a Conferință Ministerială Regională privind Migrația Ilegală, Crima Organizată, Corupția și Terorismul”, Brdo pri Kranju – Slovenia, 26–27 octombrie 2006.
- Andreescu, A.; Radu, N.  - Terorismul – războinicii de nișă și intimidarea openenților, în Conferință Științifică Internațională, Secțiunea «Științe militare», Academia Trupelor Terestre „Nicolae Bălcescu”, Sibiu, 23-25 noiembrie 2007.
- Andreescu, A.; Radu, N.  - Selecția luptătorilor antiteroriști. Armed Services Vocational Aptitude Battery - ASVAB și Spectrum CPI – 260 TM/ ro, în Conferință Științifică Internațională, Secțiunea «Psihologie militară», Academia Trupelor Terestre „Nicolae Bălcescu”, Sibiu, 23–25 noiembrie 2007.
- Andreescu, A.; Radu, N.  - Islamic Law and Civilization Consciousness, în “Conferință Internațională”, Ankara, Turcia, 10/11 martie 2008;
- Andreescu, A.; Radu, N.  - Management instrumental – acțional CPI 260 TM-ro și cunoașterea personalității luptătorului antiterorist, în “Sesiunea de Comunicări Științifice Strategii XXI – Securitate și Apărare în Uniunea Europeană”, Ministerul Apărării, Universitatea Națională de Apărare „Carol I”, București, 17-18 aprilie 2008.
- Andreescu, A.; Radu, N.  - Securitatea și haosul terorii. De la supunerea față de Allah la Jihadul Sfânt, în “Sesiunea de Comunicări Științifice Strategii XXI – Securitate și Apărare în Uniunea Europeană”, Ministerul Apărării, Universitatea Națională de Apărare „Carol I”, București, 17-18 aprilie 2008.
- Andreescu, A.; Albu, G. - Bosnia și Herțegovina între fundamentalismul islamic și terorism, în “Sesiunea de Comunicări Științifice Strategii XXI – Securitate și Apărare în Uniunea Europeană”, Ministerul Apărării, Universitatea Națională de Apărare „Carol I”, București, 17-18 aprilie 2008.
- Andreescu, A.; Radu, N.  - Simțul divin al extremului teritorial - Jihadul islamic și implicațiile psihologice, în “Sesiunea de Comunicări Științifice cu participare internațională FASES 2008”, Ministerul Apărării, Academia Forțelor Aeriene, Brașov, 15-17 mai 2008.
- Andreescu, A.; Radu, N.  - Studiu asupra selecției personalului din structurile antiteroriste. Army General Classification Test - AGCT și Spectrum CPI – 260 TM/ RO, în “Sesiunea de Comunicări Științifice cu participare internațională FASES 2008”, Ministerul Apărării, Academia Forțelor Aeriene, Brașov, 15-17 mai 2008.
- Andreescu, A.; Radu, N.  - Ecuația globalizării și reconfigurarea rețelelor teroriste. Bosnia și Al – Qaida Albă, în “Sesiunea de Comunicări Științifice”, Facultatea de Științe Politice, Relații Internaționale și Studii de Securitate, Universitatea ”Lucian Blaga”, Sibiu, 24 mai 2008.
- Andreescu, A.; Radu, N.  - Studiu asupra conceptului de performanță profesională integrat unităților speciale de ripostă antiteroristă, în “Conferința Științifică Anuală a Cadrelor Didactice și Cercetătorilor Științifici”, Universitatea ”ALMA MATER”, Sibiu, 22-24 mai 2008.
- Andreescu, A.; Radu, N.  - Studiu asupra multidisciplinarității conceptului Ergopsihometrie, în “Simpozionul Național de Psihologie Militară” (PSIHOMIL V), Ministerul Apărarii, București, 3 iunie 2008.
- Andreescu, A.; Radu, N.  - Studiu de analiză functională – Managementul profesiei și specificitatea luptătorului antiterorist, în “Sesiunea Științifică de Comunicări cu participare internațională ” (PSIHOPOL), Inspectoratul General al Poliției Române, București, M.I.R.A., 25-26 iunie 2008.
- Andreescu, A.; Radu, N.  - Studiu asupra complementarității abordării ciclice în selecția de personal. Strategia compromisului și ghidarea vocațională, în “Sesiunea Științifică de Comunicări cu participare internațională” (PSIHOPOL), Inspectoratul General al Poliției Române, București, M.I.R.A., 25-26 iunie 2008.
- Andreescu, A.; Radu, N.  - Oumma islamia, sharia și dreptul european, în “Simpozion internațional – Regimul juridic al Religiilor monoteiste din U.E.” Centrul de Studii și Cercetări Religioase și Juridico - Canonice al celor Trei Religii Monoteiste (mozaică, creștină și islamică), Universitatea «Ovidius», Constanța, 3 iulie 2008
- Andreescu, A.; Radu, N.  - Îndemnul Profetului și calea eliberării. Considerații juridice privind Al twahid (unicitatea lui Allah), în “Simpozion internațional – Dreptul european și dreptul internațional”, Facultatea de Drept și Științe administrative, Universitatea «Ovidius», Constanța, 4 iulie 2008.
- Andreescu, A.; Radu, N.  - Jihadul electronic si țintele legitime, în Simpozionul –„Războiul bazat pe efecte”, Academia Oamenilor de Știință, Universitatea Națională de Apărare Carol I, Ministerul Apărării, Statul Major al Forțelor Terestre, 15 septembrie 2008.
- Andreescu, A.; Radu, N.  - Jihadul sfânt în numele credinței, în Sesiunea de Comunicări Științifice, Academia Națională de Informații, Academia Tehnică Militară și Academia de Poliție “Alexandru Ioan Cuza”, București, 17 septembrie 2008.

### Proiecte de cercetare științifică
- Director al Proiectului "Managementul terorii - Psihologia Kamikaze, realizat de MIRA și Universitatea Națională de Apărare „Carol I”, Catedra Forțe Terestre, București, 2008.
- Membru în echipa de lucru pentru proiectul Trăsăturile leader-ului și profilul modal al luptătorului antiterorist, realizat de MIRA și Universitatea Națională de Apărare „Carol I”, Catedra Forțe Terestre, București, 2008.
- Membru în echipa de lucru pentru proiectul Managementul selecției personalului destinat misiunilor speciale, realizat de MIRA și Universitatea Națională de Apărare „Carol I”, Catedra Forțe Terestre, București, 2008.